# Estación de Weesen
La estación de Weesen es la principal estación ferroviaria de la comuna suiza de Weesen, en el Cantón de San Galo.

## Historia y ubicación
La estación original fue inaugurada en 1859 con la apertura del tramo Ziegelbrücke - Sargans de la línea férrea Ziegelbrücke - Coira por parte del Vereinigte Schweizerbahnen (VSB), pero en 1969 se abrió la estación actual al realizar una variante del trazado original. 
La estación se encuentra ubicada en el borde sur del núcleo urbano de Weesen. Cuenta con un único andén central, al que acceden un total de dos vías pasantes, a las que hay que sumar la existencia de otras dos vías pasantes y una vía topera. 
En términos ferroviarios, la estación se sitúa en la línea Ziegelbrücke - Coira. Sus dependencias ferroviarias colaterales son la estación de Ziegelbrücke, donde se inicia la línea, y la estación de Mühlehorn hacia Coira.

## Servicios ferroviarios
Los servicios ferroviarios de esta estación están prestados por SBB-CFF-FFS:

### Regionales
A la estación llegan trenes Regio con una frecuencia cadenciada de un tren cada hora por sentido:
- R Ziegelbrücke - Sargans - Landquart - Coira.